# Закон Абу — Пикар

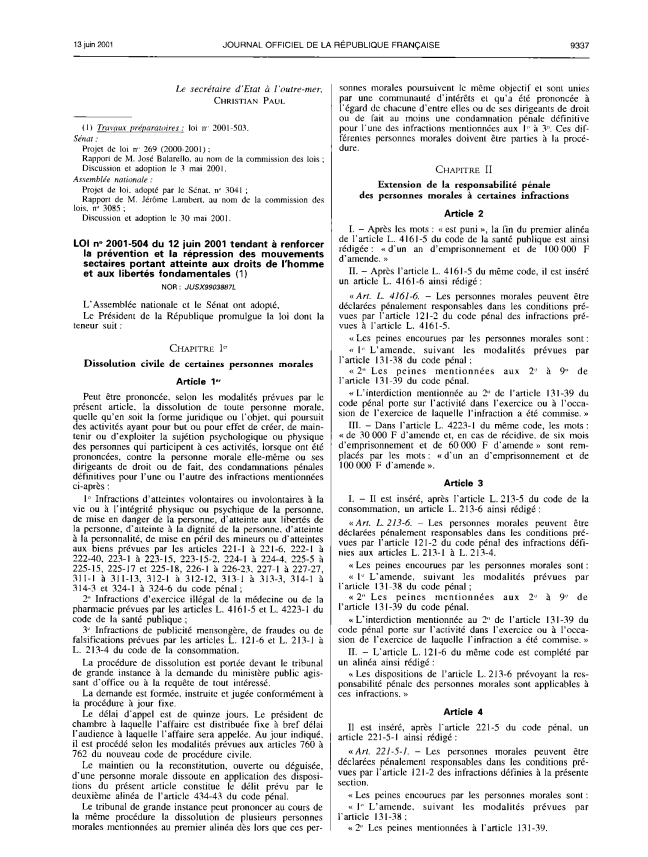
Закон, опубликованный в Journal Officiel de la République Française

Закон «О предупреждении и пресечении сектантских течений, ущемляющих права и основные свободы человека», более известный как Закон Абу — Пикар (получивший название в честь членов французского парламента — сенатора Николя Абу и депутата Катрин Пикар) — законодательный акт Франции принятый 30 мая 2001 года Парламентом Франции, позволяющий на государственном уровне применять санкции к организациям, совершившим преступления на религиозной почве. Закон направлен против сект и движений, считающихся культовыми (фр. mouvements sectaires), которые «подрывают права человека и основные свободы», а также «манипулируют психикой». В качестве предельно допустимой меры уголовного наказания был установлен штраф в размере 500000 франков и до пяти лет лишения свободы. Закон получил различные оценки и вызвал споры относительно свободы вероисповедания, как в самой Франции, так и на международном уровне.

## Государственно-религиозные отношения во Франции
Свобода вероисповедания и отделение церкви от государства являются основополагающими принципами французской идеи государства, по крайней мере, со времён Французской революции и, в некотором смысле задолго до этого, начиная с эпохи Реформации и религиозных войн XVI века. Размежевание религии и государства во Франции имеет форму лаицита фр. laïcité, при котором политическая власть избегает вмешательства в область религиозных догм и вероучения, в то время религиозные объединения избегают вмешательства в государственную политику. Французы понимают «свободу вероисповедания» в первую очередь как свободу человека верить или не верить тому, чему учит любая религия. Кроме того, из-за исторических особенностей, когда продолжительное время Католическая церковь занимала господствующее положение, французское государство видит свою обязанность не столько в защите религии от вмешательства государства, сколько в защите человека от вмешательства в его частную жизнь со стороны религиозных организаций.
После убийств и самоубийств в деструктивной секте «Орден солнечного храма» французский парламент учредил Парламентскую комиссию по изучению сект во Франции, которая в декабре 1995 года представила доклад о сектах, включавший список из более чем 170 подозрительных религиозных организаций, в основу которого лёг отчёт Центрального управления общей разведки
Следуя рекомендациям доклада, премьер-министр Ален Жюппе учредил в 1996 году «Межведомственный совет по наблюдению за сектами», который в 1998 году был преобразован «Межведомственную миссию по борьбе с сектами» (фр. MILS), а в 2002 году в «Межминистерскую комиссию по борьбе против сектантских злоупотреблений» (фр. MIVILUDES).
Следующим шагом французского правительства, направленного на профилактику и противодействие злоупотреблениям свободой совести со стороны сектантских образований, стало принятие закона Абу — Пикар.

## Разработка и принятие закона
Доктор юридических наук, профессор кафедры государственного и муниципального управления Института государственной службы и управления Российской академии народного хозяйства и государственной службы при Президенте Российской Федерации И. В. Понкин и кандидат юридических наук Т. А. Корнилов отметили, что в принятом законе были закреплены следующие составы преступлений:
- покушение, умышленное или неумышленное, на жизнь, физическую или психическую целостность человека;
- деяния, подвергающие опасности человека, покушение на его свободы, достоинство;
- деяния, подвергающие опасности несовершеннолетних, и покушение на собственность;
- нелегальная медицинская или фармацевтическая практика;
- ложная реклама, мошенничество, фальсификация;
- распространение каким бы то ни было способом посланий, предназначенных для молодёжи, и реклама в какой бы то ни было форме юридического лица, целями и деятельностью которого являются создание, поддержка или использование психологической или физической зависимости лиц, участвующих в этом;
- обман и злоупотребление состоянием незнания или немощности как несовершеннолетнего, так и взрослого человека, состояние которого объясняется возрастом, болезнью, физическими недостатками, физической, психической недостаточностью или состоянием беременности, если это очевидно и известно, а также человека в состоянии подчинения, психологического или физического, являющегося результатом использования серьёзного или повторного давления или техники, способных ухудшить его судебный приговор, приводящих этого человека к действию или воздержанию от действия, что нанесёт ему значительный ущерб.

Кроме того, ссылаясь на статье 22 закона Корнилов указывает, что в ней было прописано, что «любая организация, имеющая государственную важность и обязанная по статусу защищать и помогать человеку или защищать права и свободы как личные, так и коллективные, может из-за совершения физическим или юридическим лицом в рамках движения или организации, имеющих целью создание, поддержку или использование психологического или физического подчинения, быть признанной виновной в умышленном или неумышленном покушении на жизнь, физическую или психическую целостность человека, подвержении опасности человека, покушении на его свободы, достоинство, подвержении опасности несовершеннолетних и покушении на собственность».

## Оценки

### Учёных-правоведов
Доктор юридических наук, профессор кафедры государственного и муниципального управления Института государственной службы и управления Российской академии народного хозяйства и государственной службы при Президенте Российской Федерации И. В. Понкин указал:
В июне 2001 г. во Франции был принят так называемый «Закон Абу — Пикар» — Закон Франции № 2001-504 от 12.06.2001 об усилении мер по борьбе с сектами, ущемляющими права и основные свободы человека.
Его суть — не запрещение сект как таковых, тем более, строго говоря, что термин «секта» в нём отсутствует (термин «сектантские движения» присутствует только в названии Закона и названии его главы 4), а уточнение уголовно-правовых и административно-правовых санкций, применяемых за преступные действия юридических и физических лиц. В частности, указанный Закон закрепил возможность ликвидации юридического лица в случае окончательности выдвинутых против него уголовных обвинений. Так, статья 1 указанного Закона установила, что может быть вынесено решение о ликвидации юридического лица независимо от его формы, если его деятельность направлена на создание, поддержание и использование психологической или физической зависимости лиц, принимающих участие в этой деятельности. 
Закон ввёл новые составы преступлений, ужесточил ответственность по уже существующим составам преступлений.

Доктор юридических наук, профессор кафедры уголовного права, уголовного процесса и криминалистики Алтайского филиала Российской академии народного хозяйства и государственной службы при Президенте Российской Федерации А. В. Петрянин отметил:
Так, в середине 2001 г. был принят закон Абу — Пикар. Его специфика заключается в том, что он не устанавливает какие-либо запреты на существование сект, однако чётко регламентирует наказание за их организацию и деятельность. При этом, кроме непосредственно уголовной ответственности, анализируемый нормативный правовой акт устанавливает и возможность их ликвидации. 
 При этом, анализируемый закон не только криминализировал новые деяния, содержащие в себе признаки экстремизма, но и ужесточил ответственность за совершение уже существующих преступлений.

Кандидат юридических наук Т. А. Корнилов указал:
В 2001 г. был принят «Абу — Пикар» – закон Франции о предупреждении и пресечении сектантских течений, ущемляющих права и основные свободы человека. Суть данного закона – не запрещение сект как таковых, тем более что этот термин в нём отсутствует (термин «сектантские движения» имеется только в названии закона и названии его главы 4), а уточнение уголовных санкций, применяемых против преступного поведения человека или организации. Указанный закон закрепил возможность ликвидации юридического лица в случае окончательности выдвинутых против него уголовных обвинений. Так, ст. 1 указанного закона установила, что может быть вынесено решение о ликвидации юридического лица независимо от его формы, если его деятельность направлена на создание, поддержание и использование психологической или физической зависимости лиц, принимающих участие в этой деятельности. 
Закон ввёл новые составы преступлений, ужесточил ответственность по уже существующим составам. 
[...] 
Во французском обществе этот закон воспринимается неоднозначно. Некоторые юристы считают, что он вообще бесполезен — он не уменьшает на практике преступность в религиозной сфере, но провоцирует обвинения Франции в ограничении прав и свобод граждан, исходящие от правозащитных организаций. Руководство MIVILUDES (Межминистерская комиссия по бдительности и борьбе с сектантскими отклонениями) полагает, что принятие закона 2001 г. имело прежде всего профилактический характер, так как закон кое-кого удержал от совершения противоправных действий. Наряду с этим, в специальном отчёте, подготовленном в 2008 г. по поручению премьер-министра, был сделан вывод, что суды не в полной мере умеют применять этот закон, а кроме того, сложно найти доказательную базу по делам, связанным с психологическим насилием. Только в одном случае в 2005 г. было вынесено и вступило в законную силу решение суда, основанное на применении норм, введённых законом «Абу — Пикар». В г. Нанте руководитель религиозной общины «Neophare» был признан виновным в самоубийстве и в трёх покушениях на самоубийства, совершённых членами общины, и приговорён к трём годам заключения.

Кандидат исторических наук, доцент кафедры конституционного и муниципального права Дагестанского государственного университета Т. Е. Беджанова отметила следующее:
В июне 2001 года был принят Закон «Абу — Пикара» (№ 2001–504 от 12.06.2001 г.), касающийся религиозных сект. В этом законе французский законодатель не даёт определение понятия «секта», исходя из того, что невозможно сформулировать чёткие правовые критерии отнесения того или иного религиозного объединения к сектам, чтобы наступили необходимые правовые последствия. В законе используется термин «сектантские движения». Вместо закрепления перечня признаков секты в законе уточнены уголовно-правовые и административно-правовые запреты определённых деяний, которые государство квалифицирует как противоправные.
Суть этого закона — не запрещение сект как таковых, а уточнение уголовно-правовых и административно-правовых санкций, применяемых за преступные действия юридических и физических лиц. Закон ввёл новые составы преступлений и ужесточил ответственность по уже существующим составам преступлений.

### Другие
Представитель Государственного департамента США Майкл Пармли выразил «озабоченность» в связи с принятием закона, заявив, что он угрожает свободе вероисповедания. В свою очередь президент Федерации протестантов Франции и пастор Реформатской церкви Франции Жан-Арман де Клемон, являвшийся самым решительным критиком первой редакции законопроекта, высказал мнение, что критика французского правительства содержащаяся в отчёте Государственного департамента США относительно свободы вероисповедания во Франции, в значительной степени основывалась на предвзятой и недостоверной информации.
В интервью «Информационно-консультационному центру по вопросам новой духовности» (фр. Centre d'Information et de Conseil des Nouvelles Spiritualités) адвокат Церкви саентологии Жан-Марк Флоран (фр. Jean-Marc Florand) высказал мнение, что у законопроекта нет веских оснований: понятия «секта» и «манипулирование психикой» не имеют чёткого юридического определения. Кроме того, он заявил, что закон был направлен в большей степени на сектантские группы, чем на действия отдельных лиц.

Журналист газеты The Guardian Джон Хенли отметил: 
Французский парламент вчера установил самоё жёсткое в Европе антисектантское законодательство, введя новый неоднозначный вид преступления — «манипуляция психикой», карающегося максимальным штрафом в размере £ 50 000 и пяти лет лишения свободы.
Этот шаг приветствовался Аленом Вивьеном, главой правительственного комитета, который выявил 173 опасные квазирелигиозные группы во Франции, но был осуждён как Церковью саентологии, так и Церковью объединения, как фашистский, антидемократический и нарушающий основные права и свободы человека.
 А пресс-секретарь Церкви саентологии во Франции Даниэль Гунорд (фр. Danièle Gounord)  в разговоре с Хенли заявила, что «это крутой и скользкий путь для демократии», а также что «в Западной Европе до сих пор единственным режимом, принявшим закон о манипуляциях психикой, было фашистское правительство Муссолини в попытке избавиться от коммунистов».